# بو باكي
بو باكي (بالنرويجية البوكمول: Bo Bakke)‏ هو لاعب كرلنغ نرويجي، ولد في 3 مايو 1955 في أسكر في النرويج.

## وصلات خارجية
- بو باكي على موقع الاتحاد الدولي للكرلنغ (الإنجليزية)
- بو باكي على موقع أوليمبيديا (الإنجليزية)